# Occupation de la Roumanie par l'Union soviétique
L’occupation de la Roumanie par l'Union soviétique (appelée « libération de la Roumanie par la glorieuse armée soviétique » à l'époque communiste) est une des conséquences de la Seconde Guerre mondiale et a eu des durées différentes selon les territoires :
- de juin 1940 à juin 1941 et de mars 1944 à août 1991 en Bessarabie et Bucovine du Nord qui, du « point de vue roumain historique », font aussi partie des territoires roumains, puisqu'on y parle cette langue, même s'ils sont devenus soviétiques à la suite du Pacte germano-soviétique de 1940 ;
- de mars 1944 à 1958 en Moldavie roumaine du nord-est où l'Armée rouge est entrée en territoire ennemi puisque du 28 juin 1941 et jusqu'au 23 août 1944 la Roumanie, dirigée d'une main de fer par le maréchal Antonescu, a été un membre de l'Axe et une alliée du Troisième Reich (toutefois, deux divisions roumaines ont combattu aux côtés des Soviétiques) ;
- d'août 1944 à 1958 dans le reste du pays où l'Armée rouge est entrée en tant que pays allié puisqu'en août la Roumanie avait rejoint les Alliés. Cette occupation de 12 années (14 à Mangalia, sur la côte de la mer Noire) fut légalisée par l'armistice du 12 septembre 1944 et, après que la monarchie roumaine eut, par l'abdication forcée du roi Michel Ier de Roumanie le 30 décembre 1947, laissé place à une république communiste, elle s'est poursuivie en tant que « protection contre l'impérialisme capitaliste ».

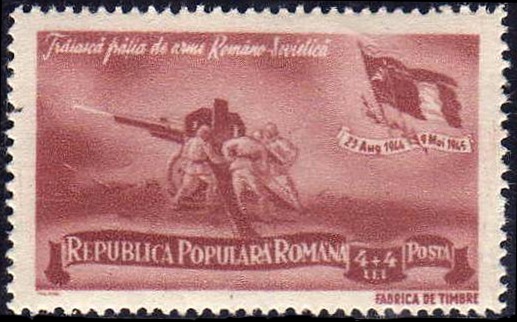
Timbre-poste de l'époque de l'occupation avec la mention « Vive la fraternité d'armes roumano-soviétique ».

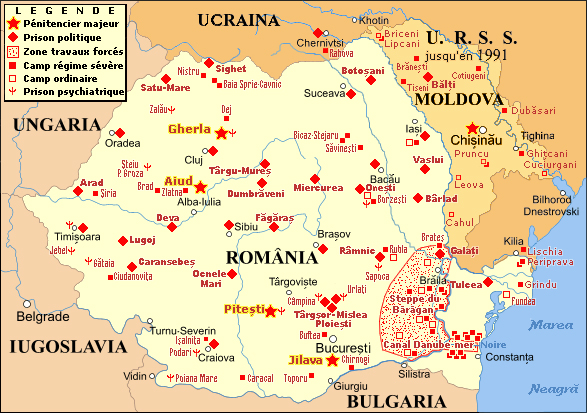
Réseau de prisons et de camps en Roumanie communiste et RSS moldave (1945-1989).

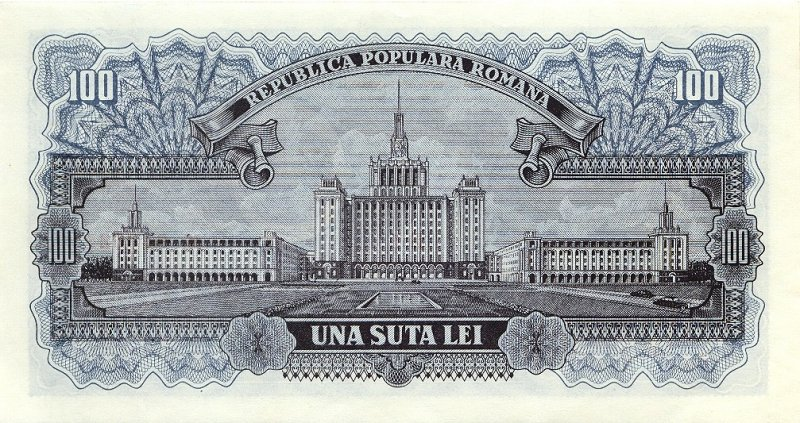
Achevé en 1952, le palais du quotidien Scînteia du Parti unique (la Pravda roumaine) est une copie plus modeste de l'Université Lomonossov de Moscou (ici au verso d'un billet de 100 lei).

À l'apogée de l'occupation, en 1946, l'Armée rouge compte 615 000 soldats en Roumanie pour une population de 18 500 000. Avec le NKVD, elle permet au Parti communiste roumain, initialement très minoritaire, d'imposer, par le coup d'État du 6 mars 1945 sa dictature, qui aboutit le 30 décembre 1947 à la proclamation de la République populaire roumaine. La logistique soviétique est aussi d'une grande aide pour former les membres de la police politique communiste et mettre en place un système répressif de prisons politiques et de camps de travaux forcés sur le modèle du Goulag ; le régime communiste dura jusqu'au 22 décembre 1989.
Au titre des 18 500 000 $ de réparations de guerre dues par la Roumanie selon le traité de Paris de 1947, mais dépassant de facto largement cette valeur, cette occupation s'est accompagnée d'une confiscation par l'URSS de la quasi-totalité de la flotte maritime et de l’aviation de la Roumanie, d'une grande quantité de matériel roulant motorisé et de machines-outils, de tout l'or disponible dans le pays, y compris celui des particuliers (auxquels sa détention est interdite en 1948), de la production pétrolière de Ploiești ainsi que de la production minière, notamment des mines d'uranium du nord du pays. Par ailleurs, en 1948, quelques mois après la proclamation de la république dite « populaire » et alors que le « leu royal » était dévalué de 50 %, le nouveau régime changea la monnaie, sans en avertir la population, à raison d'un « nouveau leu républicain » pour 20 « lei royaux » de sorte que les économies des citoyens, des associations ou des syndicats qui en avaient, disparurent dans les caisses de l'État communiste, qui par ailleurs leur interdit la détention de métaux précieux et de gemmes.
En 1958, une fois écrasés les principaux foyers de résistance anti-totalitaire, une fois consolidé le régime et une fois la déstalinisation amorcée, et tandis que les gisements de Ploiești s'épuisent, le dictateur communiste Gheorghe Gheorghiu-Dej négocie avec les Soviétiques un retrait progressif de leurs troupes, qui s'achèvera en 1962 par l'évacuation de la base navale de Mangalia — l'Union soviétique ne conservera définitivement que l'île des Serpents en mer Noire et quelques petites îles aux bouches du Danube, aujourd'hui ukrainiennes. Tout en restant un fidèle membre du pacte de Varsovie, Gheorghiu-Dej établit en 1962 des relations diplomatiques avec les États-Unis, les pays occidentaux et Israël : le président américain Lyndon B. Johnson fait de la Roumanie en 1963 un « pays communiste commercialement privilégié ». L'artisan de ce virage politique, commercial et stratégique est Gheorghe Gaston Marin, vice-président du gouvernement, dernier soutien de Gheorghiu-Dej à être écarté du gouvernement en 1982 par Nicolae Ceaușescu et qui émigrera vers Israël en 1989.

## Sources
1. ↑  Lucia Hossu-Longin, (ro) Memorialul durerii (« Mémorial de la douleur ») ed. Humanitas, Bucarest 2007,  (ISBN 9789735036034)
2. ↑  Flori Stănescu, Dragoș Zamfirescu, Ocupația sovietică în România - Documente 1944-1946, éd. Vremea, Bucarest 1998,  (ISBN 973-9423-17-5).
3. ↑  Flori Stănescu, Dragoș Zamfirescu, (ro) Ocupația sovietică în România - Documente 1944-1946, éd. Vremea, Bucarest 1998,  (ISBN 973-9423-17-5).
4. ↑  Consiliul Național pentru Studirea Arhivelor Securității, article « Gheorghe Gheorghiu-Dej », dans Dicționar al membrilor CC al PCR 1945-1989, Editura Enciclopedică, Bucarest 2004, p. 291.